# Warszawa Włochy (przystanek kolejowy)
Warszawa Włochy – posterunek odgałęźny z przystankiem osobowym Polskich Kolei Państwowych położony na terenie warszawskich Włoch, przy ul. Świerszcza, tworzący tzw. węzeł kolei łódzkiej. Według klasyfikacji PKP ma kategorię dworca aglomeracyjnego. 
Przystanek obsługują pociągi Kolei Mazowieckich i SKM Warszawa:

## Połączenia
| Linia | Operator           | Trasa                                                            |
| ----- | ------------------ | ---------------------------------------------------------------- |
| R1    | Koleje Mazowieckie | Warszawa Wschodnia – Warszawa Włochy – Żyrardów – Skierniewice   |
| R3    | Koleje Mazowieckie | Warszawa Wschodnia – Warszawa Włochy – Sochaczew – Łowicz Główny |
| S1    | SKM Warszawa       | Pruszków – Warszawa Włochy – Warszawa Śródmieście – Otwock       |

Przystanek ma dwa perony: 
- peron 1, tor IV z Warszawy Ursus w kierunku Warszawy Zachodniej;
- peron 2, tor II z Warszawy Ursus Północny w kierunku Warszawy Zachodniej i tor III z Warszawy Zachodniej w kierunku Warszawy Ursus i Warszawy Ursus Północny.

Do połowy lat 60. znajdowała się koło przystanku PKP stacja Warszawa Włochy EKD. Pętla WKD została zlikwidowana w związku z budową tunelu na ul. Globusowej, w miejsce przejazdu ze szlabanami. Dawny budynek kas i poczekalni WKD został rozbudowany i zastąpił drewniany budynek kas i poczekalni PKP. Do przystanku można dojechać autobusami Zarząd Transportu Miejskiego.

## Ruch pasażerski[2]
W roku 2022 wymiana pasażerska na przystanku wyniosła 3,6 tys. osób dziennie, co dało mu 96. miejsce w Polsce.
| Rok  | Wymiana pasażerska na dobę | Miejsce w Polsce |
| ---- | -------------------------- | ---------------- |
| 2017 | 5200                       | bd.              |
| 2018 | 3200                       | bd.              |
| 2019 | 4800                       | 72.              |
| 2020 | 3300                       | 69.              |
| 2021 | 4800                       | 59.              |
| 2022 | 3600                       | 96.              |
| 2023 | 3100                       | 124.             |
| 2024 | 3800                       | 101.             |